# Lijst van voetbalinterlands Armenië - Noorwegen (vrouwen)
Deze lijst van voetbalinterlands is een overzicht van alle officiële voetbalwedstrijden tussen de nationale vrouwenteams van Armenië en Noorwegen. De landen hebben tot nu toe twee keer tegen elkaar gespeeld.

## Wedstrijden
| № | Plaats  | Datum                       | Competitie           | Wedstrijd           | Uitslag |
| - | ------- | --------------------------- | -------------------- | ------------------- | ------- |
| 1 | Oslo    | 16 september 2021           | WK 2023 kwalificatie | Noorwegen − Armenië | 10 − 0  |
| 2 | Jerevan | 30 november-1 december 2021 | WK 2023 kwalificatie | Armenië − Noorwegen | 0 − 10  |

## Samenvatting
| Competitie        | Totaal gespeeld | Winst Armenië | Gelijk | Winst Noorwegen | Doelsaldo Armenië – Noorwegen |
| ----------------- | --------------- | ------------- | ------ | --------------- | ----------------------------- |
| Vriendschappelijk | 2               | 0             | 0      | 2               | 0 − 20                        |
| Totaal            | 2               | 0             | 0      | 2               | 0 − 20                        |